# Kielmeyera pumila
Kielmeyera pumila är en tvåhjärtbladig växtart som beskrevs av Johann Baptist Emanuel Pohl. Kielmeyera pumila ingår i släktet Kielmeyera och familjen Calophyllaceae. Utöver nominatformen finns också underarten K. p. wawrana.